# Río Grande (Jujuy)
El Río Grande es un río de la provincia de Jujuy, en el noroeste de la Argentina. Es especialmente conocido por recorrer la Quebrada de Humahuaca y atravesar la ciudad de San Salvador de Jujuy. Forma parte de la cuenca del Plata.[cita requerida]
Como todos los ríos de la región, conduce mucha más agua durante la temporada estival que durante la invernal, ya que el clima monzónico produce lluvias casi exclusivamente en los meses cálidos.

## La Quebrada de Humahuaca

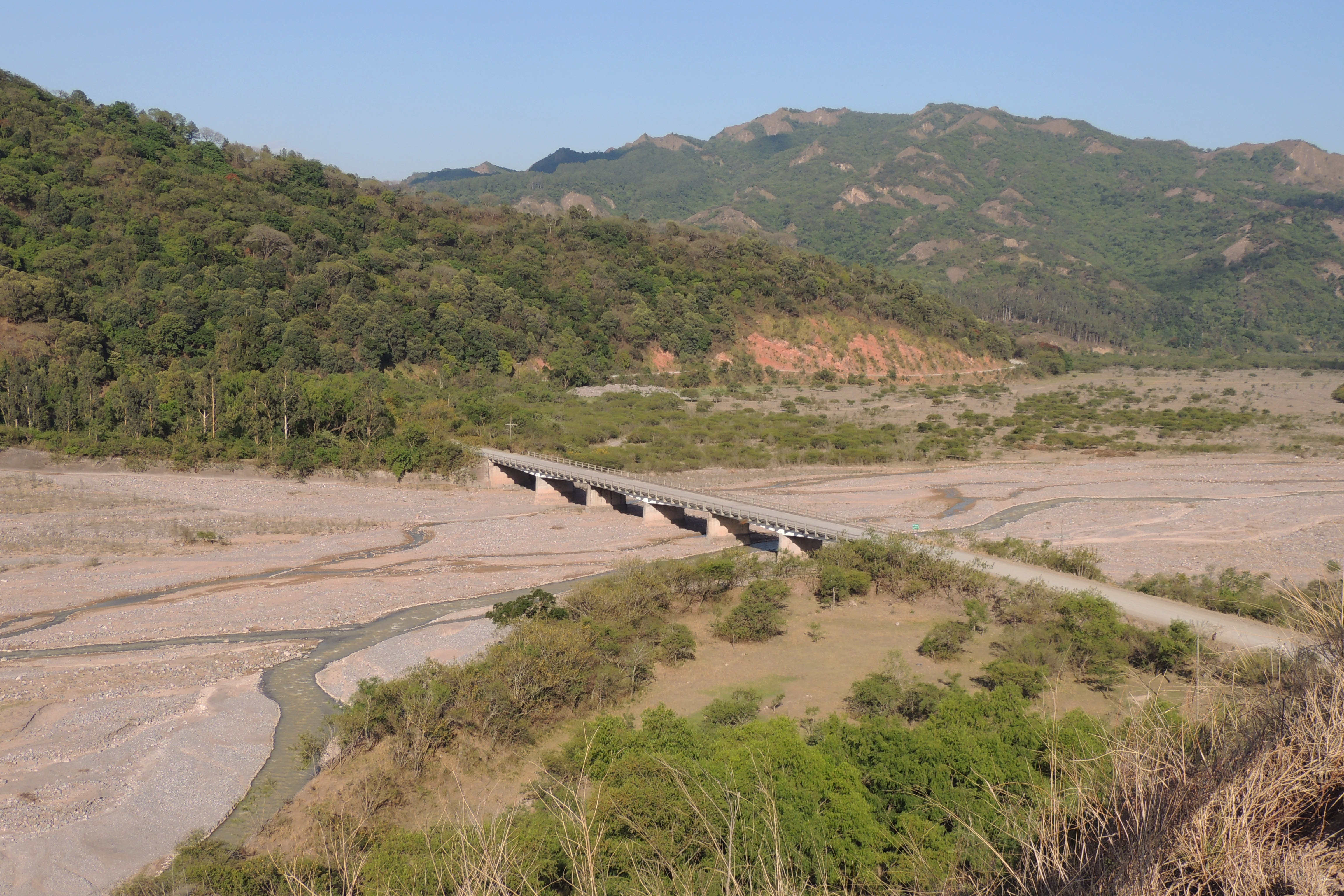
Puente sobre el Río Grande en la Quebrada de Humahuaca

El río Grande nace en el extremo norte de la Quebrada, sobre el límite con la Puna y con la provincia de Salta. Recorre la Quebrada de Humahuaca —de gran importancia estratégica e histórica— en dirección norte-sur, pasando junto a localidedes importantes y de gran interés turístico, tales como Humahuaca, Uquía, Huacalera, Tilcara, Maimará, Purmamarca, Tumbaya, Volcán y Yala antes de recorrer el borde oriental de la ciudad de San Salvador de Jujuy; en sentido estricto, la ciudad se ha extendido también en su margen izquierda a lo largo del siglo XX.[cita requerida]
A lo largo de este tramo, es un río de régimen pluvial de temporada seca, y transporta mucho menos agua en la época invernal que en la estival. Ocasionalmente produce inundaciones, que afectan especialmente a las localidades de Tilcara, Volcán, Tumbaya y Purmamarca.
Su cauce está cubierto de arena y limo, y la vegetación circundante es de tipo esteparia al menos hasta Volcán. Desde Iturbe hasta Tumbaya hay abundancia de cardones. En el último tramo antes de la ciudad de Jujuy la vegetación se hace más abundante, con presencia de arbustos y algunos árboles.[cita requerida]

## Tramo inferior
A partir de San Salvador de Jujuy, el río se ensancha y recibe el aporte de varios ríos importantes de régimen selvático de temporada invernal seca. Entre ellos cabe mencionar a los ríos Blanco y Alisos. El paisaje se hace llano con colinas, y en su margen derecha está dominado por la explotación agrícola. A corta distancia del río se encuentra la ciudad de Palpalá, un centro industrial de primera magnitud, donde se desarrolla la siderurgia sobre la base de las minas de Zapla, ubicadas en plena selva en la margen izquierda del río.[cita requerida]
El río corre en dirección sudeste desde pocos kilómetros aguas arriba de la capital provincial. Una estación de aforos ubicada en la misma capital ha medido un promedio anual de 24,75 m³/s, con un máximo promedio de 74,56 m³/s para el mes de febrero y un mínimo promedio de 4,83 m³/s para el mes de octubre, y con un máximo históricos medido de 358 m³/s. Pero a lo largo de este tramo, el caudal aumenta significativamente, e incluso en verano corre agua en abundancia.

## Río San Pedro
En las cercanías de la ciudad de Perico, centro agrícola de la región, recibe el aporte de su principal afluente, el río Perico. A partir de ese punto, el río gira abruptamente en dirección noreste, y se lo llama indistintamente río Grande o río San Pedro.[cita requerida]
A mitad de este tramo final, se encuentra muy cerca del río, al norte del mismo, la ciudad de San Pedro de Jujuy, la segunda en importancia poblacional de la provincia. No obstante, la mayor parte de esta ciudad es drenada por un arroyo menor, llamado también arroyo San Pedro, que corre paralelo al río. En este último tramo, el lecho del río se hace limoso y la pendiente se minimiza, lo cual provoca periódicas inundaciones en la zona.
El paisaje ha sido fuertemente modificado por la acción del hombre, ya que predomina la agricultura, donde se destacan los frutales y la caña de azúcar. El río es fuertemente disminuido por su utilización para consumo humano en las ciudades, la agricultura y la industria, de modo tal que el caudal cerca de la desembocadura es incluso ligeramente menor que en la capital: una estación de aforos ubicada aguas abajo de San Pedro ha medido un promedio anual de 22,47 m³/s, con un máximo promedio de 78,78 m³/s para el mes de febrero y un mínimo promedio de 2, m³/s para el mes de octubre, y con un máximo históricos medido de 358 m³/s.